# Long Qingquan
Long Qingquan (chin. 龙 清泉, Lóng Qīngquán; * 3. Dezember 1990 in Longshan, Hunan) ist ein chinesischer Gewichtheber.

## Sportliche Karriere
Long wurde 2008 nationaler chinesischer Meister. Im August 2008 nahm er in Peking erstmals an Olympischen Spielen teil. Dort gewann der bis dahin international völlig unbekannte Sportler in der Klasse bis 56 Kilogramm die Goldmedaille. Mit seiner Leistung von 292 kg im Reißen und Stoßen stellte er einen neuen Juniorenweltrekord auf.
Bei den nationalen chinesischen Meisterschaften 2009 erzielte Long 302 kg im Zweikampf, 10 kg mehr als vor einem Jahr in Peking. Nach 133 kg im Reißen bewältigte er 169 kg im Stoßen, 1 kg mehr als der offizielle Weltrekord von Halil Mutlu. Long bereitet sich derzeit (Stand: November 2009) auf die Olympischen Spiele 2012 in London vor und plant den Weltrekord auch offiziell zu verbessern, da laut Weltverband Rekorde nur auf Welt-, kontinentalen Meisterschaften oder Olympischen Spielen gehoben werden können. Bei den Weltmeisterschaften in Goyang erzielte er 292 kg im Zweikampf und gewann somit Gold vor seinem Landsmann Wu Jingbiao und dem Kubaner Sergio Álvarez Boulet. Nach 130 kg im Reißen, konnte er noch gültige 162 kg im Stoßen einbringen. In seinem letzten Versuch scheiterte er dann allerdings an der von ihm geplanten Weltrekordlast von 169 kg. Bei den Olympischen Spielen 2016 in Rio de Janeiro gewann er mit einem neuen Weltrekord im Zweikampf von 307 kg (137 kg im Reißen und 170 kg im Stoßen) die Goldmedaille.

## Persönliche Bestleistungen
- Reißen: 137 kg in der Klasse bis 56 kg bei den Olympischen Spielen 2016.
- Stoßen: 170 kg in der Klasse bis 56 kg bei den Olympischen Spielen 2016.
- Zweikampf: 307 kg in der Klasse bis 56 kg bei den Olympischen Spielen 2016.